# Општина Ђака (Клуж)
Ђака (рум. Geaca) општина је у Румунији у округу Клуж.
Oпштина се налази на надморској висини од 358 m.